# Alfred Hettner
Alfred Hettner (1859. – 1941.), njemački geograf
Kritičkim radovima utjecao na oblikovanje moderne geografije. Glavna djela: Die Geographie, ihre Geschichte, ihr Wesen und ihre Methoden, 1927.; Vergleichende Länderkunde, 4 sv., 1933. – 35; Allgemeine Geographie des Menschen, izašlo postumno 1947.